# PostNL
PostNL ist ein niederländisches Unternehmen, das in den Bereichen Transport von Briefen und Päckchen sowie E-Commerce tätig ist. Es hat Niederlassungen in den Niederlanden, Deutschland, Italien, Belgien, Luxemburg und dem Vereinigten Königreich. Es hieß ursprünglich TNT N.V. und wurde 2011 nach Abspaltung von TNT Express in PostNL NV umbenannt. Es ist an der Amsterdamer Börse notiert. Größter Aktionär (Stand Mai 2024: knapp 30 %) ist Vesa Equity Invest, eine von dem tschechischen Unternehmer Daniel Křetínský gemeinsam mit Patrik Tkáč gehaltene Beteiligungsgesellschaft, die unter anderem auch an der britischen Royal Mail, an GLS und der französischen Quadient beteiligt ist.

## Geschichte

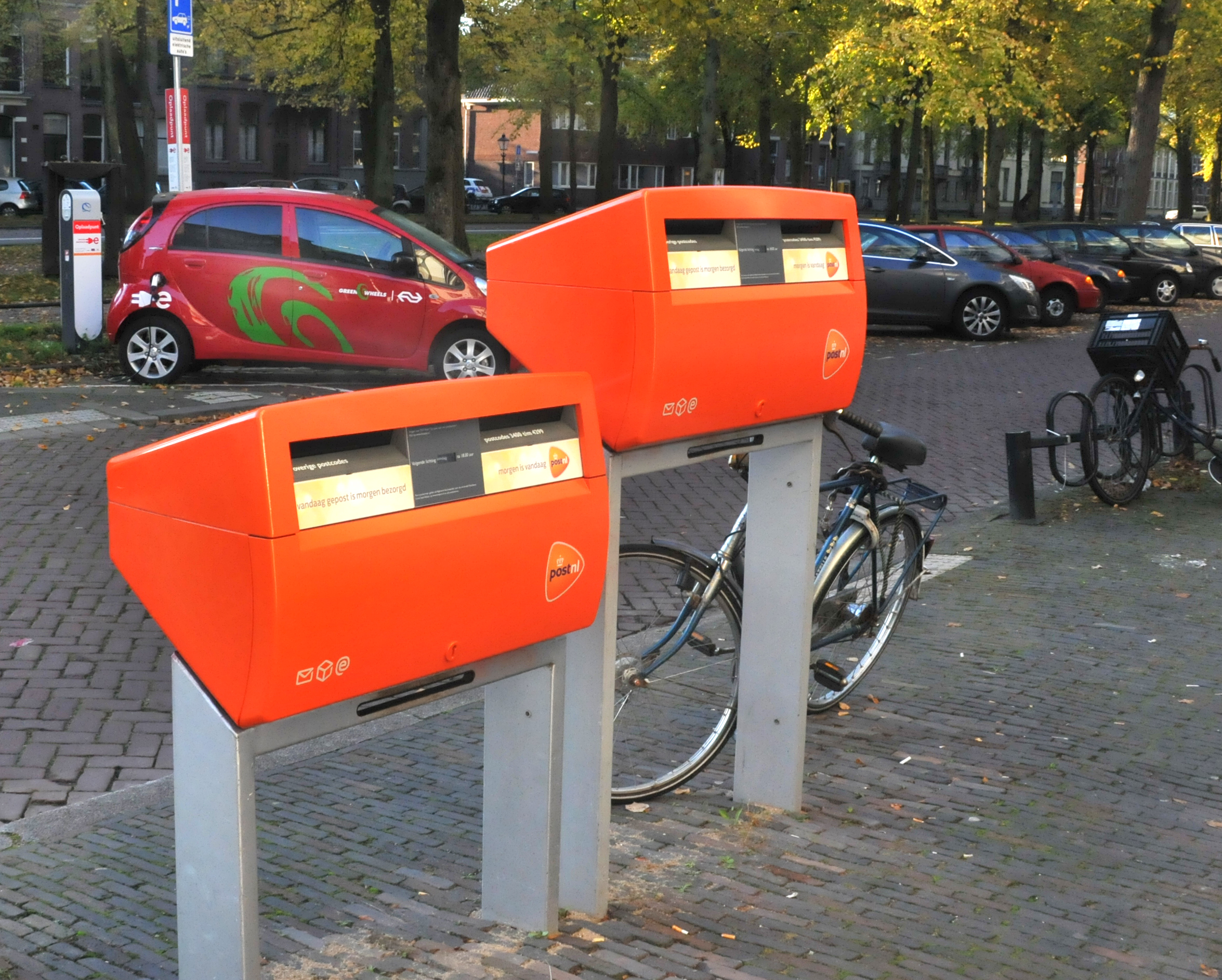
PostNL-Postbriefkästen in Utrecht (2011)

Das Unternehmen entstand 1989 aus der Privatisierung der staatlichen niederländischen Post Posterijen, Telegrafie en Telefonie. Später wurde der Telekommunikationsbereich ausgegliedert und das Unternehmen als PTT Post geführt. Nach der Übernahme der Australischen Thomas Nationwide Transport wurde daraus zunächst TNT Post und schließlich TNT N.V. 2010 wurde das Expressgeschäft wieder abgespalten.
Wie von der Hauptversammlung am 25. Mai 2011 beschlossen, ist PostNL N.V. der neue Name von TNT N.V. nach der Abspaltung von TNT Express aus dem Unternehmen. PostNL behielt eine 29,9% Beteiligung an der TNT Express nach Abschluss der Trennung. Dieser Anteil wurde inzwischen veräußert.
PostNL verwendete den Namen TNT Post in Belgien, Luxemburg, Deutschland, Italien und Großbritannien kurz nach der Spaltung weiter, in Übereinstimmung mit TNT Express, dass die Umfirmierung bis Ende 2014 erfolgen würde. Ende 2013 wurde die belgische Niederlassung ebenfalls in PostNL umbenannt. TNT Post Germany wurde im März 2014 in Postcon Deutschland umbenannt. Im Mai 2014 wurde TNT Post Italy in Nexive umbenannt. Dabei wurde derselbe Logo-Stil wie bei der Muttergesellschaft PostNL verwendet. TNT Post UK wurde im September 2014 in Whistl umbenannt.
Im Oktober 2015 verkaufte PostNL 82,5 % des britischen Postunternehmens Whistl an das Management im Rahmen eines Management-Buy-outs.
Anfang November 2019 gab die Postcon Unternehmensgruppe den erfolgreichen Abschluss des Eigentümerwechsels von PostNL auf Quantum Capital Partners mit Sitz in München bekannt.

## Tochtergesellschaften
- Postcon Deutschland (bis 2019)
- Nexive (Italien)
- Spring Global Delivery Solutions
- Whistl (17,5 %) (bis 2015 100 %)